# Шада (Доктор Кто)
Шада (англ. Shada) — незавершённая из-за забастовки на Би-би-си 6-я и последняя серия 17-го сезона британского научно-фантастического телесериала «Доктор Кто», состоящая из 6 эпизодов. Серия не была показана, но 6 июля 1992 года была выпущена на видеоносителях с комментариями Тома Бейкера, а в декабре 2003 года вышла аудиопостановка Big Finish Productions с участием Пола Макганна в роли Восьмого Доктора, по сюжету прибывшего вместо Четвёртого.
В 2017 году Би-би-си удалось найти время и деньги, чтобы закончить эту серию. В съемках использовались оставшиеся с 1979 года сцены, а недоделанные части решено было заполнить анимацией с голосами оригинальных актёров. Как минимум одна сцена была снята с уже постаревшим Томом Бейкером, но на фоне декораций 38-летней давности. Сам Бейкер говорит, что не мог отказаться от подобного предложения, так как, по его словам, «„Доктор“ его никогда не покидал». Серия «Шада» вышла на DVD и Blu-Ray 4 декабря 2017 года.

## Синопсис
История развивается вокруг планеты Шада, на которой повелители времени устроили тюрьму строгого режима для особо опасных преступников. Скагра, гений с планеты Дроноид, желает создать «универсальный разум» под своим управлением. Он хочет пробраться на Шаду, чтобы извлечь разум одного из преступников, способного менять сознание других, но местоположение планеты скрыто. Но Скагра узнаёт, что повелитель времени, живущий на Земле в XX веке, может хранить ключ к её расположению. Этот повелитель времени скрывается под личиной профессора в колледже Святого Чедда в Кембридже и называет себя профессор Хронотис. Чуя опасность, Хронотис вызывает своего друга и протеже Доктора.

## Трансляции и отзывы
| Эпизод                           | Дата показа                                         | Продолжительность | Телезрители (в миллионах) |
| -------------------------------- | --------------------------------------------------- | ----------------- | ------------------------- |
| «Часть 1 (версия для VHS и DVD)» | не показана, планировалась к показу 19 января 1980  | 24:34             | n/a                       |
| «Часть 2 (версия для VHS и DVD)» | не показана, планировалась к показу 26 января 1980  | 17:56             | n/a                       |
| «Часть 3 (версия для VHS и DVD)» | не показана, планировалась к показу 2 февраля 1980  | 17:29             | n/a                       |
| «Часть 4 (версия для VHS и DVD)» | не показана, планировалась к показу 9 февраля 1980  | 17:43             | n/a                       |
| «Часть 5 (версия для VHS и DVD)» | не показана, планировалась к показу 16 февраля 1980 | 14:11             | n/a                       |
| «Часть 6 (версия для VHS и DVD)» | не показана, планировалась к показу 23 февраля 1980 | 17:43             | n/a                       |
| [ 1 ] [ 2 ]                      |                                                     |                   |                           |

## Аудиопостановка
В 2003 году BBC наняла Big Finish Productions для создания шестисерийной аудиопостановки по серии с небольшим количеством flash-анимации. Изначально планировалось участие Тома Бейкера, но тот отказался, и сценарий был переписан под Пола Макганна и Восьмого Доктора. Постановка вышла в декабре 2003 года и транслировалась на BBC 10 декабря 2005.

## Интересные факты
- Это последняя серия, где Дэвид Брирли озвучивал K-9. В начале следующего сезона к этой роли вновь вернулся Джон Лисон.
- Также это последняя серия для продюсера сериала Грэма Уильямса, которого в начале следующего сезона заменил Джон Нэйтан-Тёрнер, оставшийся до конца классического сериала, и композитора Дадли Симпсона, работавшего с сериалом с начала второго сезона (его сменил Питер Хауэлл). Работа последнего для серии не была завершена, поэтому саундтрек был переписан Кеффом Маккаллохом.
- Некоторые элементы сценария были использованы Дугласом Адамсом в его книге «Детективное агентство Дирка Джентли».

## Комментарии
1. 1 2  Оригинальная версия 1980 года
2. 1 2 3 4  Версия 2017 года
3. 1 2 3  Версия 1992 года
4. ↑  Оригинальная версия должна была быть показана в Великобритании с 19 января по 23 февраля 1980 года)